# Liste des épisodes de Psych : Enquêteur malgré lui
La liste des épisodes de Psych : Enquêteur malgré lui (Psych), série télévisée américaine, est constituée de cent vingt-et-un épisodes.

## Première saison (2006-2007)
1. Voyance et Manigances (Pilot) - 78 minutes ou en 2 parties
2. T-R-I-C-H-E-U-R (Spellingg Bee)
3. Qu'il parle maintenant ou se taise à jamais (Speak Now or Forever Hold Your Piece)
4. Esprit, es-tu là ? (Woman Seeking Dead Husband - Smokers Okay, No Pets)
5. 9 vies (9 Lives)
6. Champ de bataille (Weekend Warriors)
7. La Maison hantée (Who Ya Gonna Call?)
8. Shawn chez les super-héros (Shawn vs. The Red Phantom)
9. Souvenirs, souvenirs (Forget Me Not)
10. La Guerre de l'étoile (From the Earth to Starbucks)
11. Coup de soleil (He Loves Me, He Loves Me Not, He Loves Me, Oops He's Dead)
12. Avis de meurtre (Cloudy… Chance of Murder)
13. Jeu, Set et Meurtre (Game Set… Muuurder?)
14. Poker menteur (Poker? I Barely Know Her)
15. Esprits féminin (Scary Sherry: Bianca's Toast)

## Deuxième saison (2007-2008)
Note : Attention, certains épisodes ont bénéficié de titres francophones différents au Québec. Ils sont indiqués en second le cas échéant.
1. Les Nouvelles Stars (American Duos)
2. 65 Millions d'années plus tôt (Sixty Five Million Years Off)
3. Un médium de trop (Psy vs. Psy)
4. Trop facile pour être possible (Zero to Murder in Sixty Seconds)
5. Petit… mais costaud (And Down the Stretch Comes Murder)
6. Un plat qui se mange froid (Meat Is Murder, But Murder Is Also Murder)
7. Les Petits Génies (If You're So Smart, Then Why Are You Dead?)
8. Recherche nounous désespérément / Cambriolage et Couches culottes (Rob-a-Bye Baby)
9. Chasseurs de primes (Bounty Hunters!)
10. Un mort au pied du sapin (Gus's Dad May Have Killed an Old Guy)
11. Mariage en sursis (There's Something About Mira)
12. Coups de vieux (The Old and the Restless)
13. Un rôle de composition (Lights, Camera… Homicidio)
14. Dans le secret de la loge (Dis-Lodged)
15. Fashion victimes (Black and Tan: A Crime of Fashion)
16. Une nuit au musée (Shawn (and Gus) of the Dead)

## Troisième saison (2008-2009)
Note : Attention, certains épisodes ont bénéficié de titres francophones différents en Suisse. Ils sont indiqués en second le cas échéant.
1. Chasse aux fantômes (Ghosts)
2. La Folle Soirée de Shawn  (Murder? … Anyone? … Anyone? … Bueller?)
3. Le médium qui tombe à pic (Daredevils!)
4. La Chasse au trésor (The Greatest Adventure in the History of Basic Cable)
5. Henry les bons tuyaux (Disco Didn't Die. It Was Murdered!)
6. Au pays de l'or noir (There Might Be Blood)
7. Comme sur des roulettes (Talk Derby to Me)
8. Haut les mains ! (Gus Walks into a Bank)
9. Petit Papa l'arnaque / Noël au balcon, tout le monde en prison (Christmas Joy)
10. Aventures sous la mer / Six pieds sous la mer (Six Feet Under the Sea)
11. L'orage fait rage / Sale temps pour Lassiter (Lassie Did a Bad Bad Thing)
12. Au feu les pompiers / Au feu le médium (Earth, Wind and… Wait for It)
13. Quel pied ! / L'Enfer du vendredi (Any Given Friday Night at 10pm, 9pm Central)
14. Plus menteur, tu meurs (Truer Lies)
15. Mardi 17, le retour de Jason (Tuesday the 17th)
16. Jeu de piste / Une soirée avec Mr Yang (An Evening with Mr. Yang)

## Quatrième saison (2009-2010)
1. Mission Canada (Extradition: British Columbia)
2. Famille, je vous aime (He Dead)
3. Presque cent dollars pour un Shérif (High Noon-ish)
4. Petits arrangements avec le Diable (The Devil's in the Details… and the Upstairs Bedroom)
5. La Peur des balles (Shawn Gets the Yips)
6. Meurtre à Bollywood (Bollywood Homicide)
7. À qui le tour ? (High Top Fade Out)
8. La Nuit du Loup-Garou (Let's Get Hairy)
9. Y a-t-il quelqu'un pour sauver Shawn ? (Shawn Takes a Shot in the Dark)
10. En avant soldat ! (You Can't Handle This Episode)
11. Sensations trop fortes (Thrill Seekers and Hell Raisers)
12. Rendez-vous dans sept ans (A Very Juliet Episode)
13. À vos masques… (Death Is on the Air)
14. Le Groupe de Réflexion (Think Tank)
15. Dans le ventre de la bête (The Head, The Tail, The Whole Damn Episode)
16. Mr Yin présente… (Mr. Yin Presents…)

## Cinquième saison (2010)
1. La Guerre débridée (Romeo and Juliet and Juliet)
2. La Botte secrète (Feet, Don't Kill Me Now)
3. Soucoupes flippantes (Not Even Close… Encounters)
4. La classe qui tue (Chivalry Is Not Dead… But Someone Is)
5. À toute vitesse (Shawn and Gus in Drag (Racing))
6. Un duo vintage (Viagra Falls)
7. Mer agitée (Ferry Tale)
8. Alter ego (Shawn 2.0)
9. Partir un jour… (One, Maybe Two, Ways Out)
10. En cabane au Canada (Extradition II: The Actual Extradition Part)
11. Mort de frousse (In Plain Fright)
12. C'est pas du gâteau ! (Dual Spires)
13. Premiers de la classe (We'd Like to Thank the Academy)
14. Grosse Bêtise (The Polarizing Express)
15. Espèce menacée (Dead Bear Walking)
16. Yin, Suite et Fin (Yang 3 in 2D)

## Sixième saison (2011-2012)
Le 28 septembre 2010, la chaîne a renouvelé la série pour une sixième saison de seize épisodes diffusée du 12 octobre 2011 au 11 avril 2012 sur USA Network, aux États-Unis.
1. Immunité problématique (Shawn Rescues Darth Vader)
2. Very Bad nuit (Last Night Gus)
3. Carrément mordus ! (This Episode Sucks)
4. Super héros (The Amazing Psych Man and Tap-Man, Issue #2)
5. Tous au stade (Dead Man's Curve Ball)
6. Shawn au-dessus d'un nid de coucou (Shawn, Interrupted)
7. Mon père cet escroc (In for a Penny…)
8. Complètement babas (The Tao of Gus)
9. Enfin seuls ! (Neil Simon's Lover's Retreat)
10. Indiana Shawn et le Trésor perdu (Indiana Shawn and the Temple of the Kinda Crappy, Rusty Old Dagger)
11. À mourir de peur (Heeeeere's Lassie)
12. Les Prétendants (Shawn and the Real Girl)
13. À chœur et à cris (Let's Doo-Wop It Again)
14. Un crime peut en cacher un autre (Autopsy Turvy)
15. Juste Cause (True Grits)
16. Santa Barbara, ton univers impitoyable (Santabarbaratown)

## Septième saison (2013)
Le 10 janvier 2012, la chaîne a renouvelé la série pour une septième saison de seize nouveaux épisodes. Elle a été diffusée du 27 février 2013 au 15 décembre 2013 sur USA Network.
1. Santa Barbara 2, l'arme fatale 5 (Santabarbaratown 2)
2. Un site de rencontre mortel (Juliet Takes a Luvvah)
3. Le Projet BigFoot (Lassie Jerky)
4. Virée mexicaine (No Country for Two Old Men)
5. Une soirée mystérieuse (100 Clues)
6. Quel cirque ! (Cirque du Soul)
7. Mariage mouvementé (Deeez Nups)
8. Vies parallèles (Right Turn or Left For Dead)
9. Jeune femme partagerait appartement (Juliet Wears the Pantsuit)
10. Impair et Maire (Santa Barbarian Candidate)
11. Meurtre au bureau (Office Space)
12. Radio meurtre (Dead Air)
13. Une affaire qui déride ! (Nip and Suck It)
14. La Truite sur le dos (No Trout About It)
15. Tous en scène ! Acte 1 (Psych: The Musical - Part One)
16. Tous en scène ! Acte 2 (Psych: The Musical - Part Two)

Source des titres originaux
Source des titres FR

## Huitième saison (2014)
Le 20 décembre 2012, la série a été renouvelée pour une huitième et dernière saison de huit épisodes. Le 26 juin 2013, deux épisodes supplémentaires ont été commandés ainsi qu'un vote interactif sur un scénario, totalisant dix épisodes pour la saison. Elle a été diffusée du 8 janvier 2014 au 26 mars 2014 sur USA Network.
1. Braquage à l'anglaise (Lock, Stock, Some Smoking Barrels and Burton Guster's Goblet of Fire)
2. S. A. I. S. I. R. sa chance (S. E. I. Z. E. the Day)
3. Sale temps à Santa Barbara (Remake A. K. A. Cloudy… With a Chance of Improvement)
4. Le Bon Méchant (Someone's Got a Woody)
5. Sherlock Gus (Cog Blocked)
6. Retour vers le passé (1967: A Psych Odyssey)
7. Meurtre à emporter (Shawn and Gus Truck Things Up)
8. Un groupe d'élites (A Touch of Sweevil)
9. La Nuit des Shawn vivants (A Nightmare on State Street)
10. Partir un jour ou pour toujours (The Break-Up)

Source des titres originaux